# 沙嗲醬
沙嗲醬是東南亞的一種花生醬，主要用於烤肉（沙嗲），也可入菜當調味料。除了東南亞普遍流行，也傳入荷蘭、非洲。
華南地區流行的沙茶醬是沙嗲醬的變體，經歷近百年的發展後，風味已截然不同。

## 成分
主要成分是研磨成粉的烤花生或花生醬（幼滑及粗粒），其他配方各地不同，常見的有椰奶、醬油、南薑、蒜、辣椒、檸檬草及各式香料（如胡荽子、小茴香）等。其他可能的成分包括黃糖、牛奶、炒洋蔥及香茅。
值得注意的是，「南薑(Galangal)」和「薑(Ginger)」的味道不盡相同，做南洋料理時，不建議用薑代替南薑。

## 區域

### 馬來西亞
成分舉例如下：

「烤花生、棕櫚糖（或糖）、羅望子、辣椒乾、蒜、葱、南薑、檸檬草。」

### 印度尼西亞
印尼文為「Kuah Kacang」，配方眾多，舉例如下：

Bumbu Sate Madura：

「200克花生、3個紅辣椒、4瓣紅洋蔥、5瓣蒜、3個核桃、2湯匙印尼甜醬油、2磅青檸葉、水、紅糖、鹽、肉湯粉適量、適量的油。」

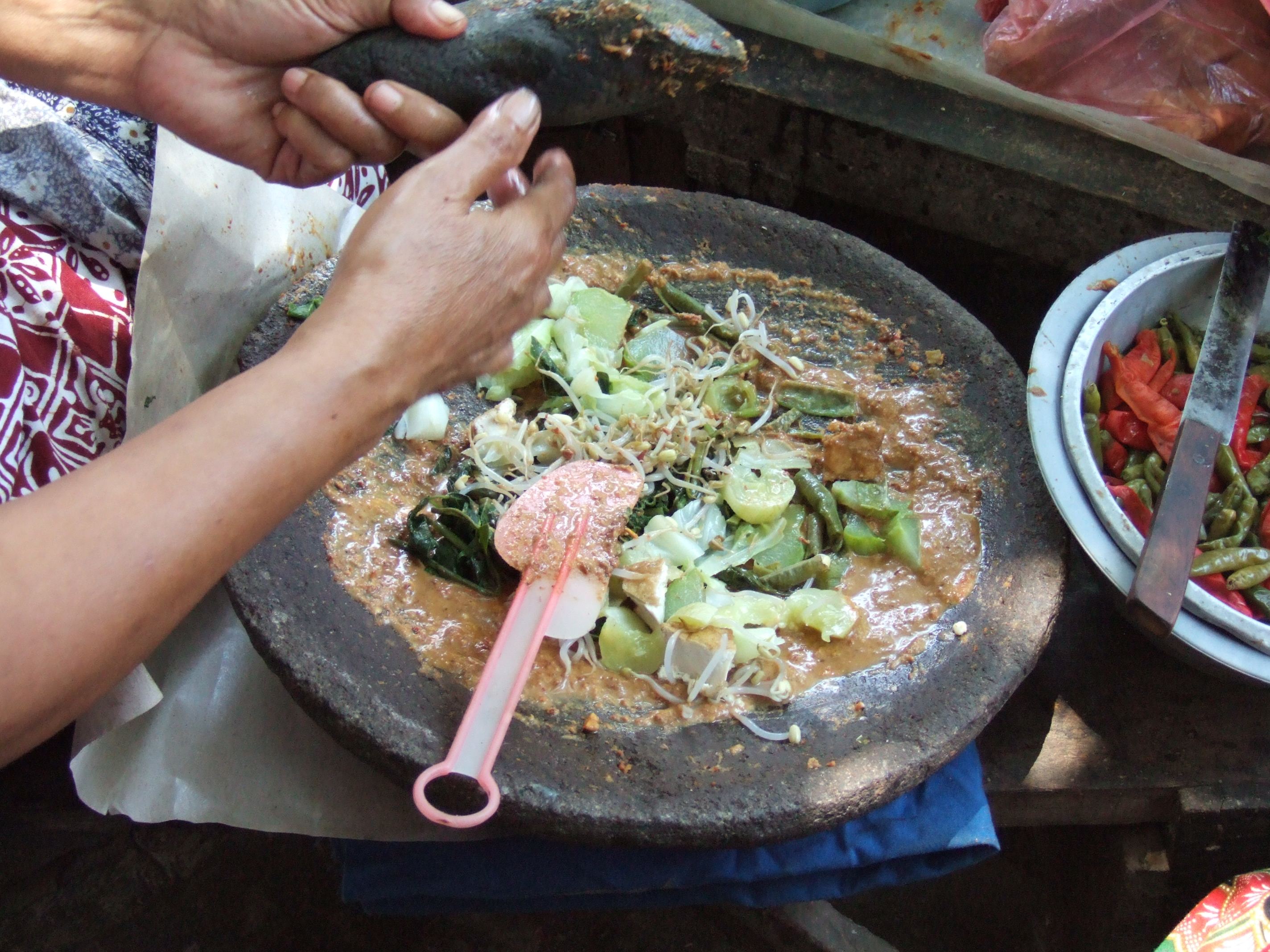
沙嗲醬是加多加多的重要成分

許多印尼的招牌菜，如沙嗲、加多加多、karedok、ketoprak和pecel的主要特點之一是使用包含花生的沙嗲醬。
花生在16世紀由葡萄牙和西班牙客商從墨西哥帶到印尼來，在印度尼西亞美食包含花生的沙嗲醬非常先進而又樸實。花生在東南亞的熱帶環境蓬勃成長。花生可以烤後細細切碎，加入各種菜餚、醃汁和沾醬中。在印尼的沙嗲醬非常先進，每個沙嗲醬的配方，在各種成分，包括油炸花生米，棕櫚糖，蒜，蔥，薑，羅望子，檸檬汁，鹽，香茅，辣椒，花椒等的味道中達到微妙的平衡。良好的花生醬的秘訣是“不太厚，也不是太水汪汪的。”泰國沙嗲醬往往要比印尼沙嗲醬甜。印尼各地的加多加多展示沙嗲醬甜，辣和酸的微妙平衡。

### 香港
在香港，沙嗲醬多數用作早餐時在茶餐廳很常見的沙嗲牛肉麵，亦有人拌飯（即沙嗲牛肉飯）。
同時，亦有不少菜式會用到沙嗲醬，例如沙嗲牛腩煲、沙嗲金菇肥牛粉絲煲、沙嗲金菇肥牛卷等。

### 荷蘭
包含花生的沙嗲醬在以前殖民印尼的荷蘭是常見的沾醬。荷蘭在殖民印尼時，把這種調味方式帶回歐洲，發展較為不辣的花生醬料，作為肉類菜式的醬料，荷蘭式的沙嗲串燒亦是其中之一。
除了在某些傳統的印尼和荷蘭印尼菜，荷蘭燒烤或炸薯條時還可以使用它作為沾醬。在荷蘭的快餐店流行用蛋黃醬和花生沙嗲醬作為炸薯條的沾醬，稱為“Patatje Oorlog”。吃麵包，黃瓜或土豆也可以使用花生沙嗲醬作為沾醬。它也可以用來作為一種稱為“Satékroket”，基於印尼沙嗲的一個的油炸可樂餅小吃食品的沾醬。

### 新加坡
在新加坡，花生沙嗲醬不僅用作沙爹沾醬。這也是吃沙爹米粉的醬料。

### 越南
在越南，花生沙嗲醬是吃越南春卷的沾醬。